# Volker Koepp
Volker Koepp (* 22. Juni 1944 in Stettin, Pommern) ist ein deutscher Dokumentarfilm-Regisseur. 1975 begann er eine Filmreihe über Wittstock. International bekannt wurde er mit Herr Zwilling und Frau Zuckermann (1999).

## Leben und Werk
Koepp besuchte in Berlin die Schule und machte 1962 das Abitur in Dresden. Danach schloss er eine Lehre als Maschinenschlosser an, die er 1963 mit einem Facharbeiter-Zeugnis in der Turbinenfabrik Dresden absolvierte. Danach studierte er bis 1965 an der Technischen Universität Dresden.
Von 1965 bis 1969 absolvierte er ein Sonderstudium an der Deutschen Hochschule für Filmkunst in Potsdam-Babelsberg. Dort stand er 1968 kurz vor der Exmatrikulation, da er mit Thomas Brasch befreundet war, der in Flugblättern gegen den Einmarsch der Truppen des Warschauer Pakts in die ČSSR protestiert hatte. In Widerspruch dazu steht die Wahrnehmung von Kommilitonen, die ihn 1968 als Mitglied der FDJ-Leitung und treibende Kraft bei der Exmatrikulation von Mitstudenten erlebten. Zunächst sollte sich Koepp „in der Produktion bewähren“, doch wurde seinem Widerspruch mit Hinweis auf seine Facharbeiterausbildung stattgegeben, und er konnte mit Wir haben schon eine ganze Stadt gebaut noch 1968 einen Übungsfilm drehen.
1970 erhielt er eine Festanstellung als Regisseur im DEFA-Studio für Dokumentarfilme, stand nun aber vermehrt unter Beobachtung der Staatssicherheit. Seine SED-Mitgliedschaft und seine Privilegierung mit einem Visum für West-Berlin erscheinen Nachgeborenen als biografische Kontrastlinien. Später arbeitete Koepp als freier Regisseur, Autor und Produzent.
1975 begann er eine Filmreihe über Wittstock zu drehen, die er jahrelang auch selbst produzierte. International bekannt wurde er mit Herr Zwilling und Frau Zuckermann (1999) und der Folge-Dokumentation Dieses Jahr in Czernowitz (2003/2004).
1993 trat Koepp eine Gast-Professur an der Hochschule für Film und Fernsehen Potsdam an und nahm eine Lehrtätigkeit an der Filmakademie Baden-Württemberg auf. 1996 wurde er Mitglied der Akademie der Künste in Berlin und Brandenburg, 2010 wurde er zum Professor ehrenhalber des Landes Brandenburg bestellt.
Koepp lebt in Berlin.

## Mitgliedschaften
- 1992: Vorsitzender des Vorstandes „Filmkunsthaus Babylon e. V.“ in Berlin
- 1992: Kuratoriumsmitglied im Haus des Dokumentarfilms in Stuttgart
- 1996: Mitglied der Akademie der Künste in Berlin und Brandenburg

## Rezeption
„Koepps Können erweist sich darin, uns die Geschichte eines halben Lebens als Geschichte eines Lächelns glaubhaft werden zu lassen: ein Lächeln, das entdeckt, das vergeht und das schließlich in jenen melancholischen, milden Blick am Ende […] aufgehoben zu sein scheint.“

„Koepps Mikrophone sind immer offen für die Geräusche des Windes, der Bäume, der Vögel und Insekten. So genau hat der Kinozuschauer nicht mehr hingehört, seit er Kind war und alles um ihn neu und spannend. Und so wird auch ihm eine Vergangenheit heraufbeschworen, die voller Wunder war.“

„Koepp hat mit eindrucksvollen Filmen wie z. B. Kalte Heimat oder Herr Zwilling und Frau Zuckermann Orte und Regionen im östlichen Europa von Ostpreußen bis Czernowitz aus dem Vergessen geholt und sie in einen neuen Kontext gestellt. Die Filme sind geprägt von einer sehr individuellen Ästhetik und einem sensiblen, tiefen Verständnis für den Gegenstand.“

## Filmografie
- 1967 Sommergäste bei Majakowski
- 1968 Wir haben schon eine ganze Stadt gebaut
- 1970 Die Rolle des Meisters im System der sozialistischen Betriebswirtschaft
- 1970 Der Oktober kam
- 1971 Schuldner
- 1971/72 Treffpunkt Kino – 12 Folgen für DDR-TV
- 1972 Musik in Scheiben
- 1973 Grüße aus Sarmatien (Für den Dichter Johannes Bobrowski)
- 1973 Teddy
- 1973 Gustav J.
- 1974 Aus meiner Kindheit (Szenarium)
- 1974 Slatan Dudow-Filmessay über einen marxistischen Künstler
- 1975 Er könnte ja heute nicht schweigen
- 1975 Mädchen in Wittstock
- 1976 Wieder in Wittstock
- 1976 Das weite Feld
- 1977 Ich erinnere mich noch
- 1977 Hütes-Film
- 1978 Wittstock III
- 1979 Am Fluss
- 1979 Tag für Tag
- 1980 Haus und Hof
- 1981 Leben und Weben
- 1982 In Rheinsberg
- 1982 DEFA-Kinobox
- 1983 Alle Tiere sind schön da
- 1983/85 Afghanistan 1362 – Erinnerung an eine Reise
- 1984 Leben in Wittstock
- 1986 An der Unstrut
- 1986 Die F 96 – DEFA mit Krüger Filmproduktion für NDR
- 1988 Feuerland
- 1989 Märkische Ziegel
- 1989 Arkona-Rethra-Vineta – Eine Reise zu versunkenen Orten – DEFA mit Krüger Filmproduktion für NDR, WDR, und LA SEPT
- 1990 Märkische Heide, märkischer Sand
- 1991 Märkische Gesellschaft mbH
- 1991 In Karlshorst – Ö-Filmproduktion für WDR
- 1991 In Grünberg – für ARD-Sendung „Der erste Sommer“ Ö-Filmproduktion
- 1992 Neues in Wittstock DEFA mit LA September.
- 1993 Sammelsurium – Ein ostelbischer Kulturfilm
- 1993 Die Wismut – Ö-Filmproduktion mit WDR
- 1995 Kalte Heimat – Dok-Babelsberg mit WDR und MDR
- 1996 Fremde Ufer – Brandenburger Filmbetrieb 96 mit WDR, SWF, MDR
- 1997 Wittstock, Wittstock – Kruschke Film- und Fernseh-Produktion mit BR, ORB, SFB
- 1998 Schöne Erde Mutterland
- 1998 Die Gilge – Eigenproduktion des SWR
- 1999 Herr Zwilling und Frau Zuckermann – Vineta-Film mit MDR, WDR, SFB
- 2001 Kurische Nehrung – Thomas Geyer-Filmproduktion/Vineta Film mit SWR/ARTE (IFF Berlin 2001)
- 2002 Uckermark – Vineta Film mit SWR, WDR, ORB
- 2003 Ewige Orte
- 2004 Dieses Jahr in Czernowitz – Vineta Film mit SWR, WDR, RBB, MDR
- 2004 Frankfurter Tor – Chronik TV für RBB
- 2005 Schattenland – Reise nach Masuren – SWR mit Vineta Film
- 2005 Pommerland – SWR mit Vineta Film
- 2007 Söhne – Thomas Geyer Film mit Vineta Film, SWR/WDR
- 2007 Holunderblüte – Vineta Film mit SWR/RBB
- 2008 Memelland – SWR mit Vineta Film
- 2009 Berlin-Stettin – Vineta Film mit SWR/RBB
- 2010 Im Wind – Dokfilm für rbb
- 2011 Livland – SWR mit Vineta Film
- 2013 In Sarmatien – SWR mit Vineta Film
- 2016 Landstück – Vineta Film mit RBB.
- 2017 Wiederkehr – Reisen zu Johannes Bobrowski, rbb
- 2018 Seestück. Dokumentarfilm über die Ostsee.
- 2023 Gehen und Bleiben – Vineta Film mit RBB und MDR

## Werkschau
- 1987 Filmfest München
- 2000 Diagonale Graz
- 2004 Leipziger Dokumentarfilmwoche
- 2006 „Volker Koepps Sarmatische Filme“ – Kino Krokodil, Berlin
- 2010 Dokumentarfilmfestival München
- 2010 Paris

## Auszeichnungen
- 1974 Silberner Drache/ Dokumentarfilmfestival Kraków für Gustav J.
- 1976 Silberne Taube/ Dokumentarfilmfestival Leipzig für Das weite Feld
- 1978 Hauptpreis Filmfestival Oberhausen für Hütes-Film
- 1980 Bester Dokumentarfilm /Filmfestival Tampere (Finnland) für In Rheinsberg
- 1984 Silberne Taube/ Dokumentarfilmfestival Leipzig für Leben in Wittstock
- 1984 Findlingspreis/ Nationales Festival des Dokumentarfilms der DDR in Neubrandenburg für Leben in Wittstock
- 1989 Hauptpreis und Filmdukaten/ Internationale Filmwoche Mannheim für Märkische Ziegel
- 1992 Goldene Taube/ Dokumentarfilmfestival Leipzig für Neues in Wittstock
- 1993 Bundesfilmpreisnominierung für Neues in Wittstock
- 1993 Preis der deutschen Filmkritik (Die Wismut)
- 1993 Deutscher Dokumentarfilmpreis/Dokumentarfilmfestival Duisburg für Die Wismut
- 1993 Deutscher Kritikerpreis für sein Gesamtwerk
- 1994 Hessischer Filmpreis für Die Wismut
- 1994 Deutscher Kritikerpreis für Die Wismut
- 1995 Preis der Publikumsjury /Vision Réel Nyon (Schweiz) und Filmband in Gold für Kamera beim Dokumentarfilmfestival Nyon für Kalte Heimat
- 1996 Filmband in Gold: Thomas Plenert für die Kamera in Kalte Heimat
- 1997 Spezialpreis der Jury beim Dokumentarfilmfestival Nyon für Wittstock, Wittstock
- 1997 Preis der deutschen Filmkritik (Wittstock, Wittstock)
- 1997 Deutscher Dokumentarfilmpreis/ARTE (Dokumentarfilmfestival Duisburg) für Wittstock, Wittstock
- 1997 Hauptpreis Filmfestival Bornholm für Wittstock, Wittstock
- 1999 Grand Prix/Vision du Réel Nyon (Schweiz) für Herr Zwilling und Frau Zuckermann
- 1999 Deutscher Filmpreis 1999/ Nominierung für Herr Zwilling und Frau Zuckermann
- 1999 Europäischer Dokumentarfilmpreis 1999/Nominierung und Prix ARTE für Herr Zwilling und Frau Zuckermann
- 1999 Artur Brauner Preis für Herr Zwilling und Frau Zuckermann
- 2002 „Freedom Award“ der American Cinema Foundation, Los Angeles
- 2003 Preis der DEFA-Stiftung zur Förderung der deutschen Filmkunst
- 2005 Georg-Dehio-Kulturpreis (Hauptpreis)
- 2007 Grand Prix Visions du Reel Nyon/Schweiz für Söhne
- 2008 Grand Prix „Cinema du reel“ Paris für Holunderblüte
- 2008 Grand Prix (Festival die populi) Florenz für Holunderblüte
- 2008 Hauptpreis Dokumentarfilm-Festival Mailand für Holunderblüte
- 2008 Preis der deutschen Filmkritik (Holunderblüte)
- 2009 Deutscher Dokumentarfilmpreis/Preis der Stadt Ludwigsburg für Holunderblüte
- 2014 Heimatfilmfestival, Würdigungspreis der Stadt Freistadt
- 2014 Verdienstkreuz 1. Klasse[4]